# Kamenný most (Novoveská Huta)
Kamenný most v Novoveské Huti je barokní most z roku 1740, který se nachází v Novoveské Huti, městské části Spišské Nové Vsi. Jedná se o dvouobloukový, 17 metrů dlouhý most přes potok Holubnica o stejném rozpětí segmentových oblouků, postavený z lomového kamene a pískovce. Most je postaven na vnějších pilířích s dalšími trojúhelníkovými opěrami, sahajícími až do výšky oblouků. Na středním pilíři je umístěn ledolam. Podobně řešené uspořádání dvouobloukového mostu je přes řeku Hnilec v Gelnici. Alternativou je jednoobloukový kamenný most v obci Dobšiná. 
V roce 1985 byl most prohlášen za národní kulturní památku Slovenské republiky jako typ technické památky. Most byl v minulosti několikrát rekonstruován. Největší dvě rekonstrukce proběhly v letech 2014-2015 a 2016-2017, kdy byl most staticky posílen spolu se zpevněním koryta potoka a přestavbou kamenného zábradlí. Po dokončení rekonstrukčních prací byla na mostě instalována informační tabule. Most stále slouží jako silniční objekt.